# Johann Christoph Hert

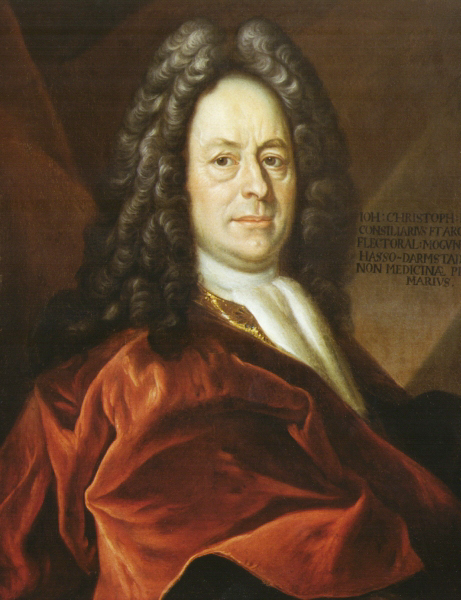
Johann Christoph Hert, Professorengalerie Universität Gießen

Johann Christoph Hert (* 12. Januar 1649 in Niederkleen; † 22. September 1731 in Butzbach) war ein deutscher Arzt und Geheimrat.

## Leben

### Herkunft
Hert entstammte einer hessischen Familie, deren Stammvater Jacob Hert war (* in Großen-Linden 1586, † in Wetzlar als Oberpfarrer ebendort, beigesetzt im Wetzlarer Dom am 4. April 1658). Nach seinem Grabmal hatte er acht Kinder: sechs Söhne und zwei Töchter. Seine Ehefrau war Salome, eine Tochter des Amtmanns Philipp Groß zu Kirchhain und von dessen Gemahlin, einer Schwester des Ludwig Landau, Abts zu Hersfeld.
Hert war ein Sohn des Pfarrers Johann David Hert (1618–1686) und seiner Frau Catherina Margarethe, geb. Stipp. Er war das zweitälteste von fünf Geschwistern, er hatte drei Brüder und eine Schwester. Der spätere Rechtsgelehrte Johann Nikolaus Hert (1651–1710) war einer seiner Brüder.

### Ausbildung, Ehe und Wirken
Hert erhielt seine Schulbildung ab 1657 in Wetzlar, ab 1660 durch einen Hauslehrer in Niederkleen und ab 1664 am Pädagogium Gießen. 1667 begann er ein Studium an der Universität Gießen, wechselte an die Universität Jena, dann nach Tübingen, um wieder an die Universität Gießen zurückzukehren. Nach seinem Studium eröffnete er eine Arztpraxis in Butzbach. 1674 heiratete er die Butzbacherin Amalie Margarethe Geilfuß (1657–1731), Tochter des Professors in Gießen, dann Leibmedikus der Landgräfin in Butzbach sowie Stadtphysikus in Butzbach, auch Protophysikus der Reichsburg Friedberg sowie hessen-kasselischen, pfalz-simmernischen und sachsen-lauenburgischen Leibmedikus Johann Gottfried  Geilfuß (1619–1683).
1675 wurde er Leibarzt der seit 1674 verwitweten Pfalzgräfin von Simmern. Hert musste der, als Prinzessin von Oranien-Nassau geborenen, Witwe nach Holland folgen, kehrte aber nach ihrem Tod 1688 zurück nach Hessen. 1692 ernannte ihn Landgraf Ernst Ludwig von Hessen-Darmstadt zum Leibarzt. 1694 wurde Hert Primarius (Erster Professor) der Medizin der Universität Gießen (Sitz Darmstadt). Hert war auch Leibarzt in fuldischen und kurmainzischen Diensten. 1731 starb er während eines Besuchs in Butzbach.

### Nachkommen

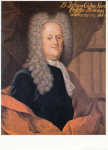
Sohn Johann Casimir Hert, Gießener Professorengalerie
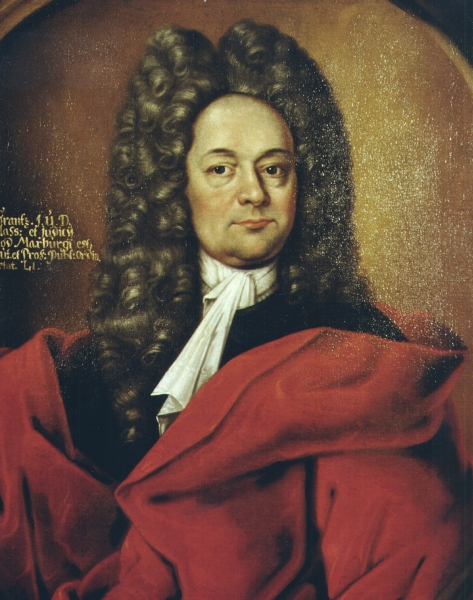
Schwiegersohn Lukas Frantz, Gießener Professorengalerie
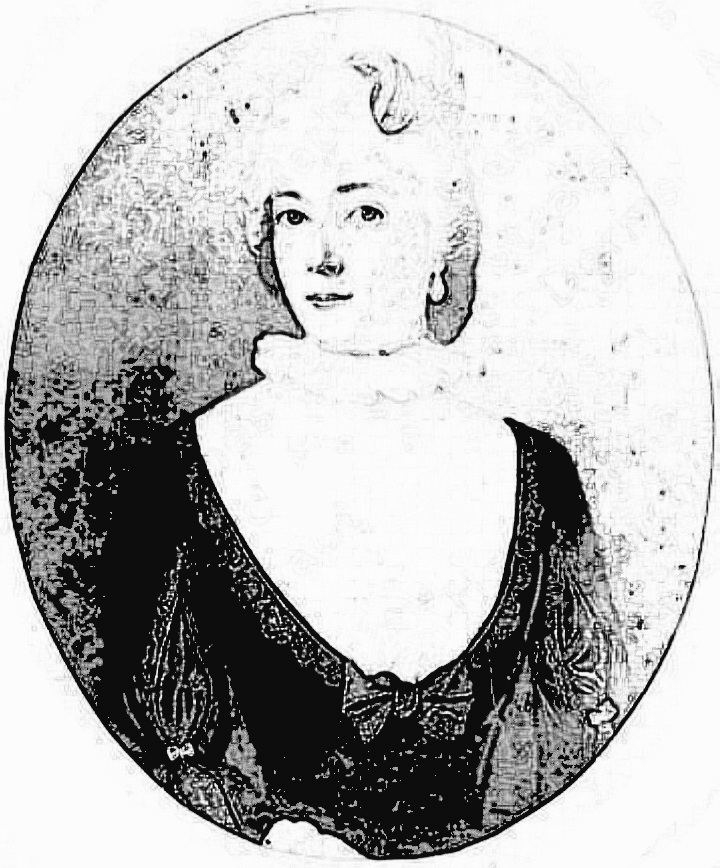
Enkelin Friederike Elisabeth Clotz, um 1740, Schloss Wolfsgarten

1. Johann Gottfried Christoph Hert (1676–1731), hessen-darmstädtischer Kammerrat und Rentmeister in Gießen, ⚭ 1703 mit Marie Elisabeth Hoffmann, Tochter des Ludwig Gottfried Hoffmann, Regierungsrat
2. Johann Casimir Hert (1680–1748), landgräflich hessischer Rat und Leibmedikus, 1714 ordentlicher Professor der Botanik, Anatomie und Chirurgie in Gießen, ⚭ 1717 Susanna Elisabetha Reuß.[3] Sohn u. a.: Lucas Friedrich von Hert (1720–1779), hessischer Regierungsrat und Hofrat des Prinzen Georg Wilhelm von Hessen-Darmstadt, Erhebung in den Reichsadel Wien 19. Juli 1758,[4] ⚭ 1758 eine Tochter des Georg Friedrich von Scheid (1698–1763), hessischen Geheimen Rats und Konsistorialpräsidenten.[5]
3. Albertina Elisabeth Hert (1692–1759) ⚭ 1712 mit Anton Christian Clotz (1687–1760), Regierungsrat und Amtmann in Butzbach. Tochter u. a.: Friederike Elisabeth Clotz (1713–1743; Hofdame), 1740–1743 Mätresse (Konkubine) des Landgrafen Ludwig VIII. zu Hessen-Darmstadt.[6]
4. Charlotte Louise Hert (1684–1771), ⚭ 1701 mit Lukas Frantz (1669–1731), Professor der Rechte in Gießen, Regierungs-Vize-Kanzler in Gießen
5. Dorothea Charlotte Hert, ⚭ mit Wilhelm Lazarus Gmelin, Kammerrat in Darmstadt
6. Friderike Elisabeth Hert, ⚭ mit Matthias Friedrich Schulz (1697–1713), herzoglich sachsen-eisenachischen Amtsverwalter[7]